# Michal Chrástek
Michal Chrástek (Nové Mesto nad Váhom, 29 maggio 1825 – Žiar nad Hronom, 28 giugno 1900) è stato uno storico della letteratura, bibliografo e presbitero slovacco.

## Biografia
Era figlio di Peter Chrástek e di sua moglie Barbora, nata Hanulčíková. 
Studiò al ginnasio di Trnava, poi dal 1843 al 1844 a Esztergom e a Eger. Dal 1844 al 1850 studiò teologia al seminario di Banská Bystrica e a Vienna. Per circa un anno fu viceparroco di Handlová, nel 1851 ottenne l'incarico di cancelliere vescovile, prefetto del seminario, professore del ginnasio. Dal 1854 divenne professore di storia ecclesiastica al seminario di Banská Bystrica.
Subito dopo la fondazione della Matica slovenská ne divenne segretario 1863, ufficio che disimpegnò fino al 1869. Nel 1868 era diventato parroco di Žiar nad Hronom. 
È considerato l'iniziatore della bibliografia slovacca. Come studente collaborò con Michal Rešetka all'opera Dejinách reči a literatúry slovenskej ("Storia della lingua e della letteratura slovacca"), che fu alla base del suo lavoro bibliografico. I suoi indici ragionati di libri e i suoi elenchi sono la pietra di fondazione della bibliografia retrospettiva slovacca. La sua opera Slovenský knihopis ("Indice ragionato di libri slovacchi"), che contiene elenchi di opere dal 1600 in avanti, sarà il punto di partenza della ricerca di Ľudovít Vladimír Rizner, il bibliografo più importante della generazione successiva. 
Fu anche autore di ritratti biografici e di voci del Dizionario enciclopedico di František Ladislav Rieger, per cui redasse in totale 291 voci. 
Pubblicò uno dei primi canzonieri di brani del folklore slovacco, poesie artistiche e insieme con Emil Černý la prima raccolta in un volume di letteratura popolare slovacca, a cui collaborò anche August Horislav Krčméry.   
Collaborò attivamente ai giornali del circolo di Ľudovít Štúr Slovenské národné noviny e Orol tatranský; fu anche redattore di Cyrill a Method. Nel periodo dei memorandum (Memorandum della nazione slovacca e Memorandum di Vienna) e della fondazione della Matica slovenská  fu organizzatore delle adunate nazionali e redattore degli Annali della Matica slovenská. Si dedicò anche alla pomologia e negli ultimi anni della sua vita alla letteratura omiletica.

## Opere
- Veniec národných piesní slovenských ("Antologia di canti popolari slovacchi"), Banská Bystrica, 1862
- Dejiny reči a literatúry slovenskej na Slovensku (""Storia della lingua e della letteratura slovacca"), Martin 1972
- Zborník slovenských národných piesní, povestí, prísloví, porekadiel, hádok, hier, obyčajov a povier, Viedeň 1870